# Catalunya 2003
Catalunya 2003 (2002-2005) va ser una associació política, liderada per Pere Esteve i Abad, que tenia per finalitat promoure activament la sobirania de Catalunya i la participació ciutadana.
Va ser presidida per Miquel Strubell, promoguda i activada juntament amb Pere Esteve i Abad, Maria Mercè Roca, Isabel Nonell, Maria Lluïsa Fabra, Isabel Galobardes i altres. Va arribar a tenir més d'un miler de suports entre socis i entitats col·laboradores.
L'associació va ser coneguda pel seu caràcter transversal, que li va permetre arribar més enllà dels partits, com ara amb l'anomenada "declaració del Palau" el 5 de novembre del 2004 al Palau de la Música Catalana, on un seguit d'intel·lectuals catalans, entre d'altres, el sociòleg Salvador Cardús, l'escriptora Maria Mercè Roca, el filòsof Xavier Rubert de Ventós, el polític Pere Esteve, els economistes Ramon Tremosa i Muriel Casals, van signar una declaració on exigien el dret a l'autodeterminació, denunciaven l'espoli fiscal i demanaven, a més, el reconeixement de Catalunya dins d'Europa.
Va ser una plataforma de trobada de gent de diverses afiliacions polítiques. Es varen dur a terme diverses reunions sectorials, i territorials d'una forma sistemàtica. També varen publicar en el 2002-3 un conjunt de documents de treball. Dos documents sobre sobirania i benestar que varen tenir molta influència tant en els programes dels partits polítics com pel que fa a situar en l'agenda política el problema del finançament de Catalunya i el dèficit fiscal, així com la necessitat de reformes sanitàries en l'àmbit de la dependència.Totes dues qüestions han estat aspectes clau del debat polítics en els anys següents.
A les Eleccions al Parlament de Catalunya de 2003 i generals de 2004 va aportar membres en les llistes electorals d'Esquerra Republicana de Catalunya com a independents. Isabel Nonell i Maria Mercè Roca, membres del comitè executiu de l'associació, varen ser membres del Parlament de Catalunya durant la legislatura 2003-2007. També va aportar alguns membres al govern, particularment Isabel Galobardes com a Directora General de Turisme, i el mateix Pere Esteve va ser conseller de Comerç, Consum i Turisme.
L'associació es mantingué activa fins a la mort d'en Pere Esteve i Abad. Llavors es va dissoldre i alguns dels seus membres varen passar a formar part d'Esquerra Republicana de Catalunya. Altres membres segueixen fent la seva tasca des de la societat civil i en altres plataformes com ara Sobirania i Progrés.